# Керолайн (округ, Меріленд)
Шаблон:StateAbbr_ 38°52′00″ пн. ш. 75°49′00″ зх. д. / 38.8667° пн. ш. 75.8167° зх. д.
Округ Керолайн (англ. Caroline County) — округ (графство) у штаті Меріленд, США. Ідентифікатор округу 24011.

## Історія
Округ утворений 1773 року.

## Демографія
За даними перепису
2000 року
загальне населення округу становило 29772 осіб, зокрема міського населення було 6447, а сільського — 23325.
Серед мешканців округу чоловіків було 14571, а жінок — 15201. В окрузі було 11097 домогосподарств, 8156 родин, які мешкали в 12028 будинках.
Середній розмір родини становив 3,03.
Віковий розподіл населення поданий у таблиці:
| Стать    | До 15 років | 15-21 | 22-29 | 30-39 | 40-49 | 50-65 | 65-85 | Понад 85 |
| -------- | ----------- | ----- | ----- | ----- | ----- | ----- | ----- | -------- |
| Чоловіки | 3383        | 1453  | 1256  | 2237  | 2202  | 2355  | 1543  | 142      |
| Жінки    | 3183        | 1279  | 1338  | 2264  | 2359  | 2432  | 1996  | 350      |

## Суміжні округи
- Кент, Делавер — північний схід
- Сассекс, Делавер — південний схід
- Дорчестер — південь
- Талбот — захід
- Графство королеви Анни — північний захід

## Виноски
1. ↑  Encyclopædia Britannica
2. ↑  Maryland Manual — Annapolis: MSA, 1895. — ISSN 0094-4491
3. ↑  U.S. Decennial Census. United States Census Bureau. Архів оригіналу за 26 квітня 2015. Процитовано 12 вересня 2014.
4. ↑  Historical Census Browser. University of Virginia Library. Архів оригіналу за 11 Серпня 2012. Процитовано 12 вересня 2014.
5. ↑  Population of Counties by Decennial Census: 1900 to 1990. United States Census Bureau. Архів оригіналу за 31 Жовтня 2014. Процитовано 12 вересня 2014.
6. ↑  Census 2000 PHC-T-4. Ranking Tables for Counties: 1990 and 2000 (PDF). United States Census Bureau. Архів оригіналу (PDF) за 18 Грудня 2014. Процитовано 12 вересня 2014.
7. ↑  State & County QuickFacts. United States Census Bureau. Архів оригіналу за 8 липня 2011. Процитовано 24 серпня 2013.(англ.) Наведено за англійською вікіпедією.
8. ↑  American FactFinder. Бюро перепису населення США. Архів оригіналу за 29 липня 2011. Процитовано 31 січня 2008.

| США | Це незавершена стаття з географії США. Ви можете допомогти проєкту, виправивши або дописавши її. |